# 하마마쓰초

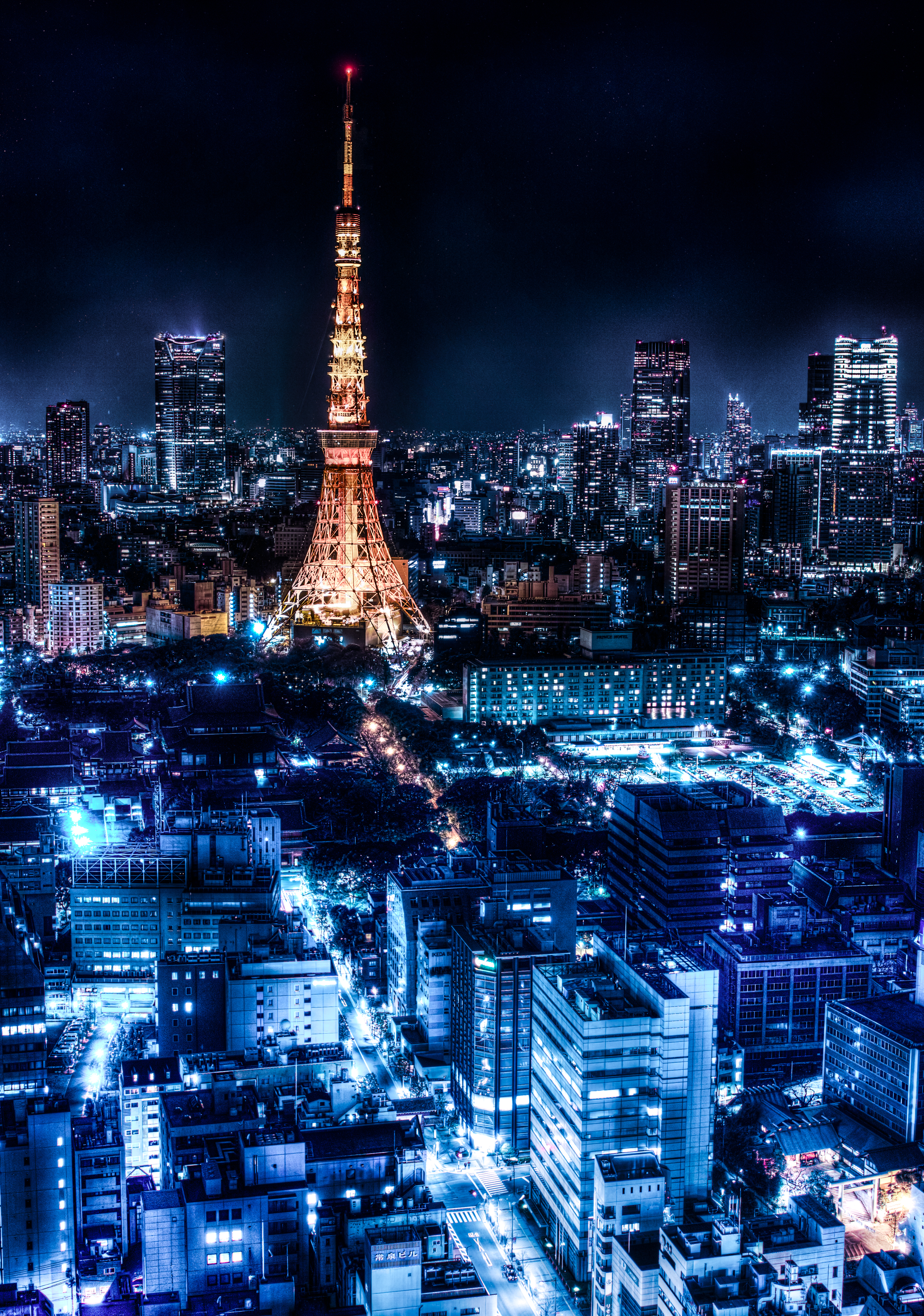

하마마쓰초(일본어: 浜松町)는 일본 도쿄도 미나토구의 지명이다.
미나토 구 북동부에 위치한 JR 야마노테 선 · JR 게이힌 도호쿠 선 · 도쿄 모노레일 하네다 선의 하마마쓰초역, 도에이 지하철 아사쿠사 선 · 도에이 지하철 오에도 선의 다이몬 역이 있다. 
하마마쓰초 역 · 다이몬 역을 중심으로 한 상업 지역으로, 빌딩 가에 주택이 혼재하고 있다. 
도쿄 국제공항과 잇는 도쿄 모노레일 하네다 선의 기점 역이 있기 때문에, 일본에서는 주로 역명으로 널리 알려져 있다.

## 교통

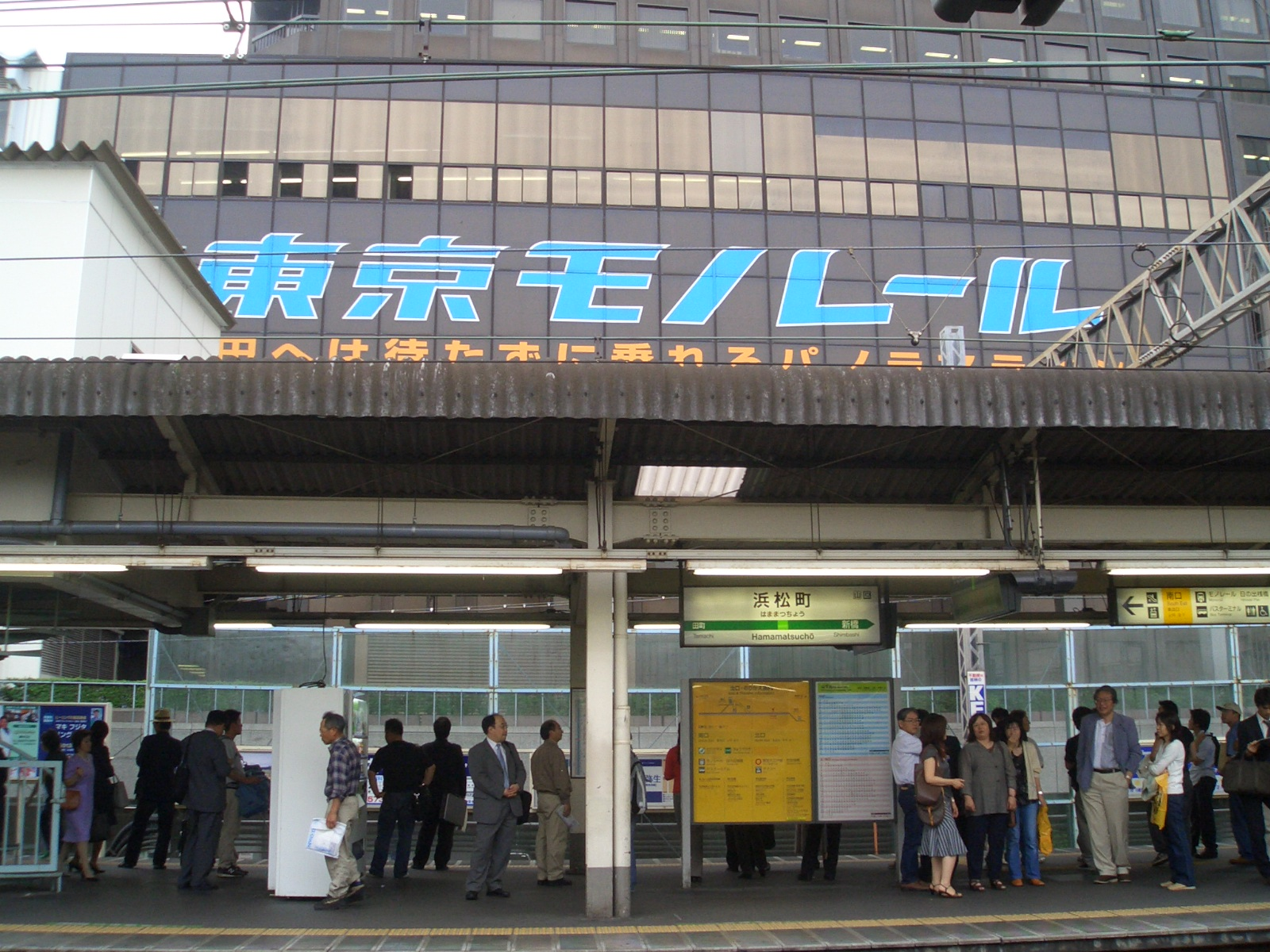
하마마쓰초역

### 철도
- 동일본여객철도（JR히가시니혼）
  - 하마마쓰초역
    -  야마노테 선
    -  게이힌 도호쿠 선
- 도쿄 모노레일
  - 모노레일 하마마쓰초 역
    - 하네다 공항선
- 도쿄 도 교통국（도에이 지하철）
  - 다이몬 역（소재지 - 하마마쓰초 1·2초메）
    -  아사쿠사 선
    -  오오에도 선

### 버스
- 하마마쓰초 버스터미널（세계무역센터빌딩 별관 내）

### 도로
- 국도 제15호선